# Osenca
Osenca – wieś w Słowenii, w gminie miejskiej Celje. W 2018 roku liczyła 97 mieszkańców. 